# Eidolon helvum
Eidolon helvum hay dơi quả màu vàng rơm là một loài động vật có vú trong họ Dơi quạ, bộ Dơi. Loài này được Kerr mô tả năm 1792.

## Hình ảnh

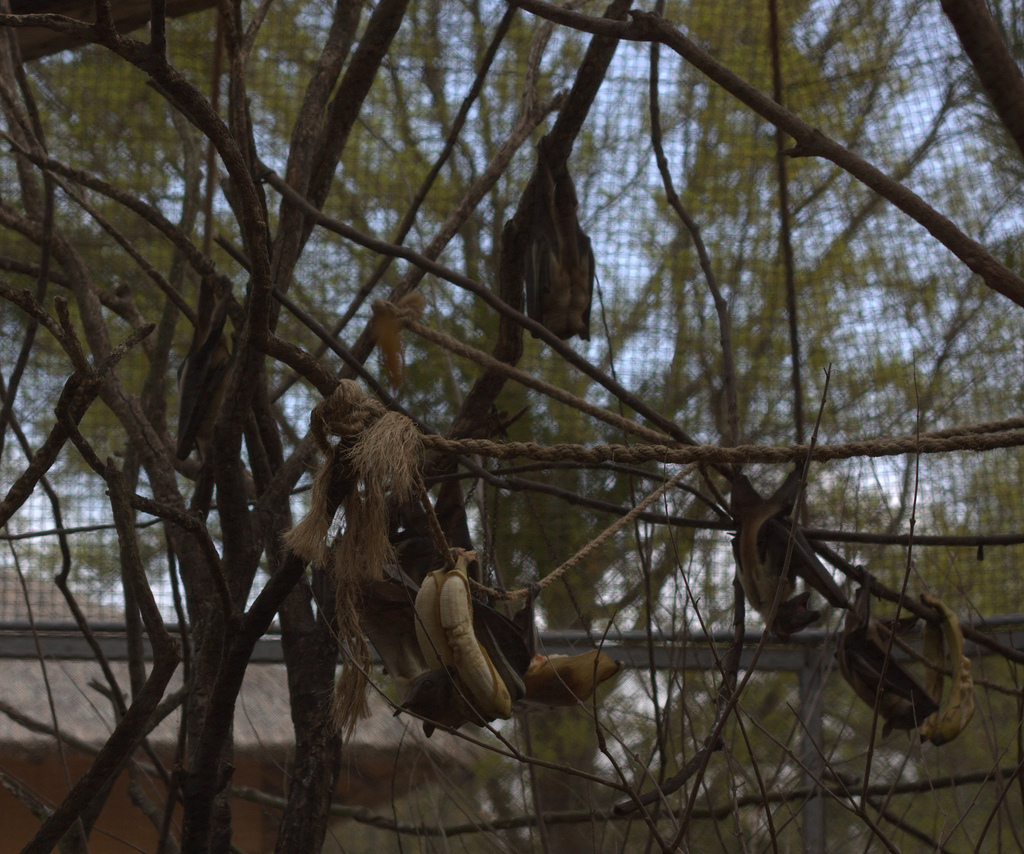